# クリス・ステイプルトン
クリス・ステイプルトン（Chris Stapleton、1978年4月15日 - ）は、アメリカ合衆国ケンタッキー州出身のカントリー歌手、シンガーソングライター。
ボーカリストとして2つのバンドでリード・ボーカルを務めた後、2008年からソロ・アーティストとして活動を開始。2015年にデビュー・アルバム『Traveller』をリリースし、米ビルボード200で1位を獲得し、4xプラチナディスクに認定される。2017年の2作目のアルバム『From A Room. Volume 1』はグラミー賞の最優秀カントリー・アルバム賞を受賞した。同年12月には『From A Room. Volume 2』をリリース。2020年に4作目のアルバム『Starting Over』をリリースする。

## 来歴

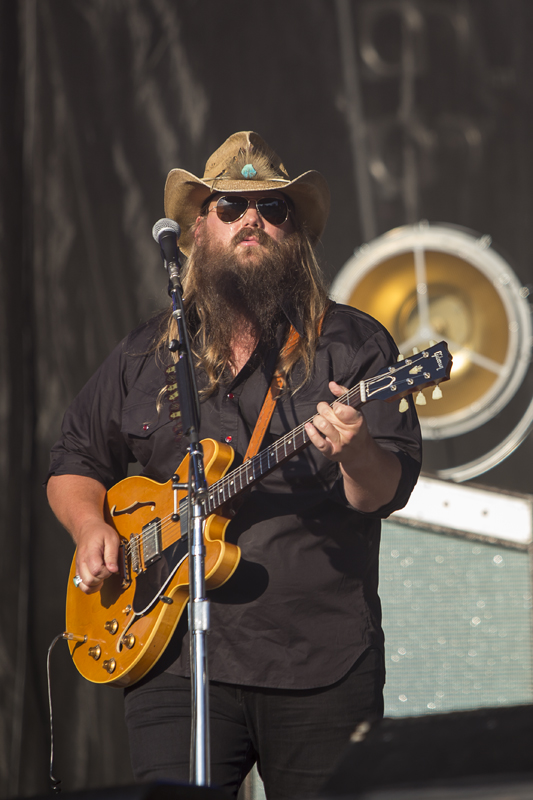
ライブでのChris Stapleton（2016年）

1978年4月15日、クリス・ステイプルトンはケンタッキー州レキシントンの病院で生まれた。彼はケンタッキー州のスタッフォードビルという小さな町で育った。
2001年、音楽のキャリアを追求するためにテネシー州ナッシュビルに移住した。
2007年、ブルーグラス・グループ、ザ・スティール・ドライバーズ（The SteelDrivers）のボーカリストになり、2010年にバンドを離れた。
2010年、ジョンプソン・ブラザーズ（The Jompson Brothers）を結成。バンドは2013年まで各地でツアーを行い、一時はザック・ブラウン・バンドのオープニングを務めた。
2013年、ソロ・アーティストとしてユニバーサル・ミュージック・グループ・ナッシュビルの一部門であるマーキュリー・ナッシュビルと契約する。
2015年にデビュー・アルバム『Traveller』をリリースし、米ビルボード200で1位を獲得。アメリカでは4xプラチナディスクに認定された。
2017年5月、2作目のアルバム『From A Room. Volume 1』をリリースし、グラミー賞の最優秀カントリー・アルバム賞を受賞した。同年12月には『From A Room. Volume 2』をリリースする。
2020年11月、4作目のアルバム『Starting Over』をリリースする。

## 人物

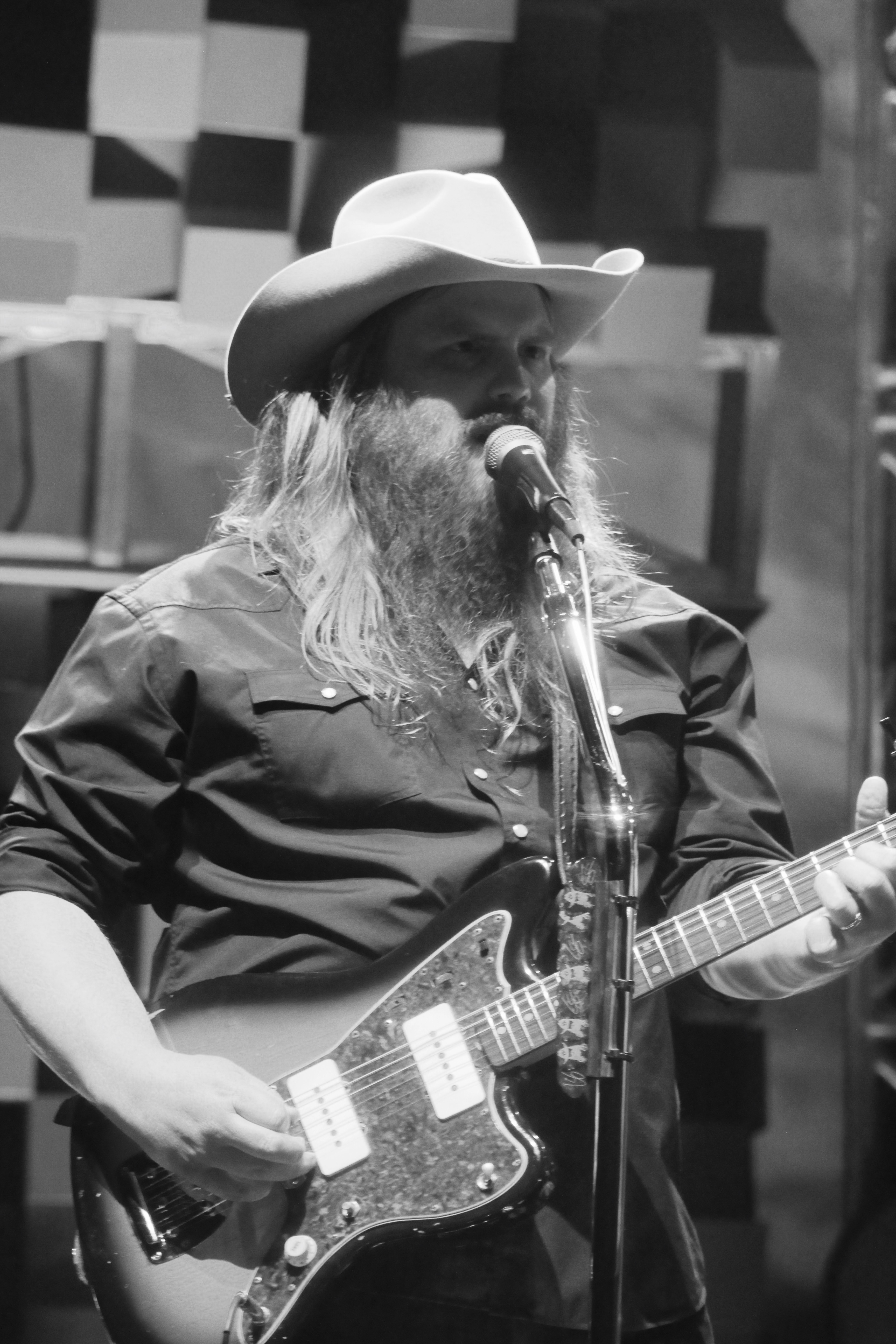
ライブでのChris Stapleton（2017年）

クリス・ステイプルトンは、シンガーソングライターのモーガン・ステイプルトン（Morgane Stapleton）と結婚している。夫婦には5人の子供がおり、ナッシュビルに住んでいる。

## ディスコグラフィ
スタジオ・アルバム
- Traveller (2015年)
- From A Room: Volume 1 (2017年)
- From A Room: Volume 2 (2017年)
- Starting Over (2020年)
- Higher (2023年)